# Alexandr Mogilnyj
Alexandr Gennadijevič Mogilnyj (rusky Александр Геннадиевич Могильный) (* 18. února 1969, Chabarovsk, Sovětský svaz) je bývalý hráč ledního hokeje. Od roku 2000 je členem Triple Gold Clubu, jenž sdružuje hráče, kteří vyhráli všechny tři hlavní hokejové turnaje (Stanley Cup, Olympijské hry a Mistrovství světa). Říkalo se mu „Alexander The Great“ (Alexandr Veliký). Tuto přezdívku později získal Alexandr Ovečkin.
Alexandr Mogilnyj se také dvakrát účastnil mistrovství světa juniorů v ledním hokeji. Na mistrovství v Piešťanech roku 1987 byl jedním z aktérů nechvalně proslulé hromadné rvačky s kanadským týmem. Na mistrovství v Moskvě roku 1988, kde Sovětský svaz získal stříbrné medaile, byl vyhodnocen jako nejlepší útočník šampionátu. Útěk do NHL v roce 1989 

## Ocenění a úspěchy
- 1988 MSJ – All-Star Tým
- 1988 MSJ – Nejlepší útočník
- 1988 MSJ – Nejlepší nahrávač
- 1988 MSJ – Nejlepší střelec
- 1988 MSJ – Nejproduktivnější hráč
- 1992 NHL – All-Star Game
- 1993 NHL – All-Star Game
- 1993 NHL – Nejvíce vstřelených vítězných branek
- 1993 NHL – Maurice Richard Trophy
- 1993 NHL – Nováček měsíce ledna
- 1993 NHL – Druhý All-Star Tým
- 1994 NHL – All-Star Game
- 1996 NHL – All-Star Game
- 1996 NHL – Druhý All-Star Tým
- 2000 Triple Gold Club
- 2001 NHL – All-Star Game
- 2003 NHL – Lady Byng Memorial Trophy

## Prvenství
- Debut v NHL – 5. října 1989 (Buffalo Sabres proti Quebec Nordiques)
- První gól v NHL – 5. října 1989 (Buffalo Sabres proti Quebec Nordiques, kanadskému brankáři Stéphane Fiset)
- První asistence v NHL – 8. října 1989 (Buffalo Sabres proti Minnesota North Stars)
- První hattrick v NHL – 31. března 1991 (Buffalo Sabres proti Washington Capitals)

## Klubové statistiky
| Sezóna       | Klub                | Soutěž       |     | Základní část | Základní část | Základní část | Základní část | Základní část |    | Play off | Play off | Play off | Play off | Play off |
| Sezóna       | Klub                | Soutěž       | Z   | G             | A             | B             | TM            | Z             | G  | A        | B        | TM       |          |          |
| 1986–87      | CSKA Moskva         | SSSR         | 28  | 15            | 1             | 16            | 4             | —             | —  | —        | —        | —        |          |          |
| 1987–88      | CSKA Moskva         | SSSR         | 39  | 12            | 8             | 20            | 14            | —             | —  | —        | —        | —        |          |          |
| 1988–89      | CSKA Moskva         | SSSR         | 31  | 11            | 11            | 22            | 24            | —             | —  | —        | —        | —        |          |          |
| 1989–90      | Buffalo Sabres      | NHL          | 65  | 15            | 28            | 43            | 16            | 4             | 0  | 1        | 1        | 2        |          |          |
| 1990–91      | Buffalo Sabres      | NHL          | 62  | 30            | 34            | 64            | 16            | 6             | 0  | 6        | 6        | 2        |          |          |
| 1991–92      | Buffalo Sabres      | NHL          | 67  | 39            | 45            | 84            | 73            | 2             | 0  | 2        | 2        | 0        |          |          |
| 1992–93      | Buffalo Sabres      | NHL          | 77  | 76            | 51            | 127           | 40            | 7             | 7  | 3        | 10       | 6        |          |          |
| 1993–94      | Buffalo Sabres      | NHL          | 66  | 32            | 47            | 79            | 22            | 7             | 4  | 2        | 6        | 6        |          |          |
| 1994–95      | CSKA Moskva         | MHL          | 1   | 0             | 1             | 1             | 0             | —             | —  | —        | —        | —        |          |          |
| 1994–95      | Buffalo Sabres      | NHL          | 44  | 19            | 28            | 47            | 36            | 5             | 3  | 2        | 5        | 2        |          |          |
| 1995–96      | Vancouver Canucks   | NHL          | 79  | 55            | 52            | 107           | 16            | 6             | 1  | 8        | 9        | 8        |          |          |
| 1996–97      | Vancouver Canucks   | NHL          | 76  | 31            | 42            | 73            | 18            | —             | —  | —        | —        | —        |          |          |
| 1997–98      | Vancouver Canucks   | NHL          | 51  | 18            | 27            | 45            | 36            | —             | —  | —        | —        | —        |          |          |
| 1998–99      | Vancouver Canucks   | NHL          | 59  | 14            | 31            | 45            | 58            | —             | —  | —        | —        | —        |          |          |
| 1999–00      | Vancouver Canucks   | NHL          | 47  | 21            | 17            | 38            | 16            | —             | —  | —        | —        | —        |          |          |
| 1999–00      | New Jersey Devils   | NHL          | 12  | 3             | 3             | 6             | 4             | 23            | 4  | 3        | 7        | 4        |          |          |
| 2000–01      | New Jersey Devils   | NHL          | 75  | 43            | 40            | 83            | 43            | 25            | 5  | 11       | 16       | 8        |          |          |
| 2001–02      | Toronto Maple Leafs | NHL          | 66  | 24            | 33            | 57            | 8             | 20            | 8  | 3        | 11       | 8        |          |          |
| 2002–03      | Toronto Maple Leafs | NHL          | 73  | 33            | 46            | 79            | 12            | 6             | 5  | 2        | 7        | 4        |          |          |
| 2003–04      | Toronto Maple Leafs | NHL          | 37  | 8             | 22            | 30            | 12            | 13            | 2  | 4        | 6        | 8        |          |          |
| 2005–06      | New Jersey Devils   | NHL          | 34  | 12            | 13            | 25            | 6             | —             | —  | —        | —        | —        |          |          |
| 2005–06      | Albany River Rats   | AHL          | 19  | 4             | 10            | 14            | 17            | —             | —  | —        | —        | —        |          |          |
| Celkem v NHL | Celkem v NHL        | Celkem v NHL | 990 | 473           | 559           | 1032          | 432           | 124           | 39 | 47       | 86       | 58       |          |          |

## Reprezentace
| Rok                    | Tým                    | Soutěž                 | Z  | G  | A  | B  | TM |
| ---------------------- | ---------------------- | ---------------------- | -- | -- | -- | -- | -- |
| 1987                   | SSSR 20                | MSJ                    | 6  | 3  | 2  | 5  | 4  |
| 1988                   | SSSR 20                | MSJ                    | 7  | 9  | 9  | 18 | 2  |
| 1988                   | SSSR                   | OH                     | 6  | 3  | 2  | 5  | 2  |
| 1989                   | SSSR 20                | MS                     | 7  | 7  | 5  | 12 | 4  |
| 1989                   | SSSR                   | MS                     | 10 | 0  | 3  | 3  | 2  |
| 1996                   | Rusko                  | SP                     | 5  | 2  | 4  | 6  | 0  |
| Juniorská reprezentace | Juniorská reprezentace | Juniorská reprezentace | 20 | 19 | 16 | 35 | 10 |
| Seniorská reprezentace | Seniorská reprezentace | Seniorská reprezentace | 21 | 5  | 9  | 14 | 4  |